# غرانت جاكسون
غرانت جاكسون (بالإنجليزية: Grant Jackson) هو قاضي ومحامي أمريكي، ولد في 13 يونيو 1866 في سيباستوبول في الولايات المتحدة، وتوفي في 2 أبريل 1925 في لوس أنجلوس في الولايات المتحدة.